# NGC 1366
NGC 1366 ist eine linsenförmige Galaxie vom Hubble-Typ S0 im Sternbild Chemischer Ofen am Südsternhimmel. Sie ist schätzungsweise 50 Millionen Lichtjahre von der Milchstraße entfernt.

Das Objekt wurde am 9. Oktober 1790 von dem Astronomen Wilhelm Herschel entdeckt.